# George S. Eisenberg
Pour les articles homonymes, voir Eisenberg.
George S. Eisenberg, né le 16 février 1921 à Boston dans le Massachusetts et mort le 5 août 2014, est un dessinateur, illustrateur et artiste peintre américain.

## Biographie
En 1942, durant la Seconde Guerre mondiale il obtint son diplôme du Massachusetts College of Art and Design, mais entra immédiatement en service auprès de la marine américaine pour une durée de trois ans et demi. Il servit à bord de l'USS La Vallette dans le Pacifique sud. Au cours de ces années, George S. Eisenberg réalisa plus de 360 peintures et dessins. Le gouvernement américain le récompensa à plusieurs reprises, sa collection étant un des plus riches témoignages de guerre réalisés par un seul artiste.
Après la guerre, Eisenberg retourna chez lui au Massachusetts et travailla pendant plusieurs années comme illustrateur indépendant. De 1949 à 1954, il fut l'illustrateur principal du Boston Post Magazine. Ses illustrations en couleur figuraient en couverture et ornèrent les histoires du contenu du magazine hebdomadaire.
En 1954, Eisenberg rejoignit l'Associated Free Lance Artists, un collectif d'artistes du quartier de Grand Central Station (New York). Il y créa des panneaux publicitaires, des affichages d'annonces et des illustrations pour des éditoriaux de magazines, parmi lesquelles "Sports Illustrated", "Boys' Life", "Ebony" et pour le magazine "Redbook".
George S. Eisenberg se maria avec Gabrielle Bergman et ils déménagèrent en Nouvelle-Angleterre où ils fondèrent une famille. Eisenberg continua à travailler en artiste indépendant pour sa propre clientèle. Il créa les premières illustrations des figurines de GI Joe pour Hasbro, réalisa des couvertures de jeux pour Milton Bradley et réalisa les peintures du sponsoring de Gillette pour les sports télévisés retransmis durant plusieurs années à la télévision.
Ses illustrations publicitaires, ses illustrations pour des livres et textes éducatifs furent publiés notamment par "Little, Brown and Company", "D.C. Heath (en)" et "Houghton Mifflin Harcourt" pour n'en citer que quelques-uns.
À la fin des années 1970, Eisenberg orienta sa carrière vers les beaux-arts et réalisa de nombreuses peintures, portraits et lithographies. Son œuvre représente la Nouvelle-Angleterre, ses voyages et des portraits réalisés sur commande.

## Source
- Traduction partielle de A Sailor's Diary - Biographie de George S. Eisenberg